# Pseudhomelix
Pseudhomelix is een kevergeslacht uit de familie van de boktorren (Cerambycidae). De wetenschappelijke naam van het geslacht werd voor het eerst geldig gepubliceerd in 1937 door Breuning.

## Soorten
Pseudhomelix is monotypisch en omvat slechts de volgende soort:
- Pseudhomelix ornata (Quedenfeldt, 1885)